# Кристин Хана
Кристин Хана (на английски: Kristin Hannah) е американска писателка на бестселъри в жанра исторически и съвременен любовен роман.

## Биография и творчество
Кристин Джон Хана е родена на 25 септември 1960 г. в Гардън Гроув, Калифорния, САЩ, в семейството на Лауренс и Шарън Джон. Израства на плажа на Тихия океан. Когато е на 8 години семейството се мести в Западен Вашингтон. От малка обича да чете и мечтае да стане писател. След гимназията работи известно време в модерна рекламна агенция.
По-късно решава да учи право. Преди завършването си, майка ѝ, която е в последната фаза на заболяването си от рак, я пита защо не преследна мечтата си да стане писател. Кристин опитва да пише романси заедно с нея, за да я зарадва, но резултатът не е нещо повече от клиширана историческа романтика. След смъртта ѝ Кристин опакова и прибира написаните страници в кутия в гардероба.
Завършава Университета на щата Вашингтон през 1982 г. с бакалавърска степен, а през 1986 г. Университета ”Пюджет Саунд” със степен по право. На 17 май 1986 г. се омъжва за Бенджамин Хана, който работи във филморазпространението. Двамата имат един син.
След дипломирането си Кристин е адвокат в областта на антитръстовото законодателство в Сиатъл. Когато забременява се налага да лежи в продължение на 5 месеца. През това време изчита всичко налично и в един момент се обръща към нейните стари материали. Решава да опита отново и да ги преработи. Когато се ражда синът ѝ тя вече е обсебена от писането и е готова с първия ръкопис. Опитва да предлага ръкописа на издателите, но след като е отхвърлен, започва следващия. Той е приет и през 1990 г. получава съгласие за договор.
Първият ѝ романс „Златната долина“ е издаден през 1991 г. Романът е много добре приет от критиката и читателите, става бестселър, и е удостоен с наградите „Маги“ и „РИТА“. Успехът на книгата я мотивира да продължи да пише и през 1993 г. тя се оттегля от правото и се посвещава на писателската си кариера.
Произведенията на Кристин Хана са често в списъците на бестселърите на „Ню Йорк Таймс“ и са преведени на много езици по света.
Носителка е на много номинации и награди на Асоциацията на писателите на романси на Америка и на списание „Romantic Times“. През 1995 г. получава годишната награда за иновативен исторически романс, а през 2004 г. и през 2012 г. – за съвременен романс. Член е на Асоциацията на писателите на романси на Америка и на „Novelists, Inc“.
Кристин Хана живее със съпруга си и сина си в Бейнбридж Айланд, щат Вашингтон и в Хавай.

## Произведения

### Самостоятелни романи
- A Handful of Heaven (1991) – награди „Маги“ и „РИТА“
Златната долина, изд.: ИК „Хермес“, Пловдив (1994), прев. Пенка Стефанова, Благовеста Дончева
- The Enchantment (1992)
Магията, изд.: ИК „Хермес“, Пловдив (1994), прев. Пенка Стефанова, Благовеста Дончева
- Once in Every Life (1992)
- If You Believe (1993)
- When Lightning Strikes (1994)
- Waiting for the Moon (1995)
- Home Again (1996) – награда „Reviewer's Choice“
Отново у дома, изд. „Калпазанов“ (2004), прев. Христина Симеонова
- On Mystic Lake (1999)
- Angel Falls (2000)
Палитра от чувства, изд. „Калпазанов“ (2011), прев. Мария Савова
- Summer Island (2001)
Рубинени залези, изд.: ИК „ЕРА“, София (2002), прев. Милена Стоичкова
- Distant Shores (2002)
Далечни брегове, изд. „Калпазанов“ (2006), прев. Силвия Вангелова
- Between Sisters (2003) – награда „РИТА“
Между сестри, изд. „Калпазанов“ (2012), прев. Марияна Тушева
- The Things We Do for Love (2004)
Всичко, което правим за любовта, изд. „Калпазанов“ (2008), прев. Силвия Вангелова
- Comfort and Joy (2005)
- Magic Hour (2006)
Магическият час, изд. „Калпазанов“ (2009), прев. Силвия Вангелова
- Firefly Lane (2008)
Алеята на светулките, изд. „Калпазанов“ (2014), прев. Силвия Желева
- True Colors (2009)
- Winter Garden (2010)
Бели нощи, изд. „СББ Медиа“ (2020), прев. Снежинка Вакрилова
- Night Road (2011)
Съдбовен път, изд. ИК „Ибис“, София (2019), прев. Тодор Стоянов
- Home Front (2012)
- Fly Away (2013)
- The Nightingale (2015)
Славея, изд.: ИК „Ибис“, София (2016), прев. Диана Кутева
- The Great Alone (2018)
- The Four Winds (2021)

### Новели
- The Glass Case (2011)

### Сборници
- Liar's Moon в „Harvest Hearts“ (1993) – с участието на Джоан Касити, Шарън Харлоу и Ребека Пейсли
- Of Love and Life (2020) – с участието на Джанис Грехам и Филипа Грегори
- With Love (2002) – с участието на Дженифър Блейк и Линда Лаил Милър